# Rhinogobiops nicholsii
Rhinogobiops nicholsii là một loài cá thuộc họ Cá bống trắng. Chúng là loài duy nhất được phân loại thuộc chi Rhinogobiops. Nó là một loài sinh sống rất phổ biến ở các rạn san hô và các sinh cảnh đá dọc theo bờ biển Thái Bình Dương phía đông của Mexico, Hoa Kỳ, và Canada; mặc dù chúng hầu như không thể nhận thấy chúng thường nghỉ ngơi bất động gần nơi trú ẩn.